# Patharhati
Patharhati (en népalais : पत्थरहटटी) est un comité de développement villageois du Népal situé dans le district de Bara. Au recensement de 2011, il comptait 4 621 habitants.